# Sport en Lozère
 (mars 2017).
 (mars 2017).
Le sport en Lozère est pratiqué par 35% des habitants. Cela représente 11 points de plus que la moyenne nationale, établie à 24. 
Les associations sportives, nombreuses dans le département ainsi que les spécificités du territoire, sont propices au développement des sports de pleine nature.  
Les communes et intercommunalités, le conseil départemental et le CDOS Lozère participent au développement du sport par l’attribution d’aides financières, la promotion touristique et la valorisation du patrimoine sportif sur le département[réf. nécessaire]. 

## Acteurs du sport en Lozère

### L'État via leCentre National pour le Développement du Sport
L’État intervient au niveau local par le biais d’un établissement public administratif créé par le décret no 2006-248 du 2 mars 2006 à la suite des votes en faveur de l’article 53 de la loi de finances pour 2006. Il s’agit du Centre National pour le Développement du Sport (qui succède au Fonds National de Développement du Sport). Cet établissement, placé sous la tutelle du ministère, remplit une mission d’intérêt général et dispose d’une autonomie financière lui permettant d’accorder chaque année des aides financières dans le cadre du développement des politiques territoriales menées par les collectivités.

### Larégion Occitanie
La Lozère dépend de la région Occitanie. Anciennement rattachée au Languedoc-Roussillon et en attendant l’harmonisation des politiques publiques dans le cadre des grandes régions, les dispositifs d’aides des anciennes régions sont maintenus. Ainsi la région intervient sur deux axes :
- Créer des équipements sportifs structurants ;
- Développer la vie et les pratiques sportives.

### Le département de la Lozère
Le Conseil départemental de la Lozère met en œuvre une politique de soutien au sport scolaire ce qui se traduit entre autres par une aide aux sections sportives dans les collèges publics ainsi qu'un programme d'aide pour l'apprentissage de la natation dans toutes les écoles de Lozère. Le département octroie également des subventions aux sections sportives les plus actives et les plus méritantes du département.

### Lesintercommunalitéset lescommunes
Les communes et intercommunalités se répartissent les compétences et beaucoup laissent le soin à l’intercommunalité de mettre en place une politique sportive d’échelle communautaire. Ainsi, beaucoup d’intercommunalités sur le département ont comme  compétence optionnelle : la construction, l’entretien et le fonctionnement d’équipements culturels et sportifs. De fait la gestion des infrastructures sportives existantes, la promotion des activités sportives par des opérations de création de nouveaux équipements afférents au sport, par l’attribution d’aides financières directes ou indirectes à l’ensemble des acteurs de la politique sportive, sont des actions mises en œuvre à l’échelon intercommunale.
Par exemple, la communauté de communes Cœur de Lozère dispose d’une quinzaine d’équipements sportifs (gymnases, terrains de sports, stades, centres équestres, bases de canoë-kayak, piscines).
La communauté de communes des Terres d’Apcher met en œuvre sa compétence optionnelle pour la réalisation d’un hall de sports au Malzieu-Ville et la mise en œuvre et en fonctionnement d’une via ferrata dans les gorges de la Truyère.
Enfin, la Communauté de Communes Aubrac-Lot- Causse a déclaré d’intérêt communautaire les stades, le dojo, la piscine de La Canourgue (à compter du 1er septembre 2016), le gymnase et l’emprise foncière nécessaire à l’extension du gymnase de La Canourgue pour la création d’un hall couvert.
Cependant, les communes demeurent compétentes pour attribuer toutes subventions à une association locale qui en fait la demande, que ce soit pour des équipements (où la commune peut accorder un prêt à titre gratuit en guise de subvention) comme pour l’organisation de manifestations sportives.
Par exemple, la ville de Mende signe chaque année une convention avec les plus gros clubs de la ville qui porte ses couleurs au niveau national. Il s’agit de l’Avenir Foot Lozère, du Mende Gévaudan club handball, du Mende Volley Lozère, du Rugby Club Mende Lozère et du Moto Club Lozérien. Les subventions accordées par la commune en 2015 à travers ce partenariat s'élèvent à 45 000 € pour le MVL, 35 000 € pour l’AFL, 30 000 € pour le RCML, 25 000 € pour le MGC et 5 000 € pour le MCL.

### Le Comité Départemental Olympique et Sportif (CDOS) deLozère
Le Comité Départemental Olympique et Sportif de Lozère a été créé le 17 mai 1983, soit 10 ans après la reconnaissance du Comité National Olympique et Sportif Français par le Comité International Olympique.

### Les comités et associations
Les clubs locaux et les comités départementaux représentant bon nombre de disciplines sont les acteurs centraux de la pratique sportive. 
Sur le département de la Lozère, pas loin de 500 clubs (données 2013) sont affiliés à une fédération sans compter les nombreuses associations pratiquants un sport loisir/santé ou autre et qui ne sont pas nécessairement rattachées à une fédération française.  Près de 35 habitants sur 100 sont licenciés en club pour une moyenne nationale de 24.

## Clubs et manifestations sportives

### Basket-ball
Le basket-ball existe dans le département depuis le début des années 1990. Les équipes ont souvent été inscrites dans des championnats départementaux voisins (Gard, Hérault ou Aveyron), ou plus rarement dans un championnat Lozère quand le nombre d'équipes le permettait. Durant les années 2000 et le début des années 2010, sur le Basket Causses Mendois (Mende) a subsisté (les clubs de Langogne, Florac et Marvejols ayant disparu).
Pour la saison 2014-2015, c'est le seul club du département à participer à des compétitions. Le club possède entre autres une équipe masculine qui évolue en Région Masculine III (9e division), alors que son équipe féminine évolue en Région Féminine II (7e division).
Deux autres clubs ont cependant été créés durant l'année 2014, mais n'ont pas encore commencés leurs activités : le Basket Club Canourguais (La Canourgue) et le Marvejols Basket Association (Marvejols).
Le comité départemental de basket-ball de Lozère organise le développement ce sport dans le département. Il organise notamment des manifestations en partenariat avec la fédération de sport adaptés.

### Football masculin
Le football masculin dans le département est géré par le District Gard-Lozère de football.
Deux clubs du département évoluent en Division d'Honneur soit le plus haut niveau régional (6e division). Ces deux clubs, l'Avenir Foot Lozère (alors Éveil Mendois) et l'Entente Nord Lozère ont également évolué au niveau supérieur. Du fait de la géographie du département, tout au nord de la région Languedoc-Roussillon, plusieurs clubs ont la particularité de jouer auprès d'une autre ligue (l'Entente Nord Lozère et le SC Langogne jouent en Auvergne par exemple).
Le district organise chaque année la coupe Lozère et la coupe Dalut (réservée aux vétérans).
| Saison    | Vainqueur coupe Lozère | Vainqueur coupe Dalut       |
| --------- | ---------------------- | --------------------------- |
| 2014-2014 | -                      | AF Lozère III               |
| 2013-2014 | SC Langogne            | -                           |
| 2012-2013 | AF Lozère II           | AF Lozère III               |
| 2011-2012 | -                      | AF Lozère III               |
| 2010-2011 | SC Langogne            | AF Lozère III               |
| 2009-2010 | -                      | AF Lozère III               |
| 2008-2009 | Marvejols Sports       | annulée                     |
| 2007-2008 | -                      | -                           |
| 2006-2007 | FC Valdonnez           | -                           |
| 2005-2006 | Marvejols Sports       | -                           |
| 2004-2005 | Marvejols Sports       | -                           |
| 2003-2004 | -                      | ES Saint-Georges-de-Lévejac |
| 2002-2003 | -                      | -                           |
| 2001-2002 | -                      | -                           |
| 2000-2001 | Marvejols Sports       | -                           |
| 1999-2000 | -                      | ES Saint-Georges-de-Lévejac |
| 1992-1993 | Marvejols Sports       | -                           |
| 1990-1991 | Marvejols Sports       | -                           |
| 1985-1986 | SC Langogne            | -                           |

### Football féminin
Le football féminin dans le département est géré par le District Gard-Lozère de football.